# Ânkhefenmout
Ânkhefenmout est un prince égyptien de la XXIe dynastie, fils de Psousennès Ier.
Il portait différents titres indiquant des fonctions militaires importantes :
- Général en chef des armées de Sa Majesté
- Grand chef des écuries
- Grand écuyer de Sa Majesté

Il occupait également des fonctions religieuses :
- Prophète de Mout, dame d'Ishérou
- Grand intendant d'Amon-Rê[1]

## Généalogie
Inconnu jusqu'aux découvertes réalisées dans les années 1940 à Tanis par Pierre Montet, le prince Ânkhefenmout portait le titre caractéristique des enfants royaux de fils royal de sa chair, indiquant clairement le lien qui l'unissait à la famille royale.
N'étant pas l'héritier en titre il reçut cependant ce privilège rare de bénéficier ainsi d'un emplacement de choix pour sa demeure éternelle, le fait que sa tombe ait été prévue dès l'origine dans le caveau royal aux côtés de ceux de ses parents, apportant une preuve supplémentaire de son rang et de sa place dans la famille royale.

## Sépulture

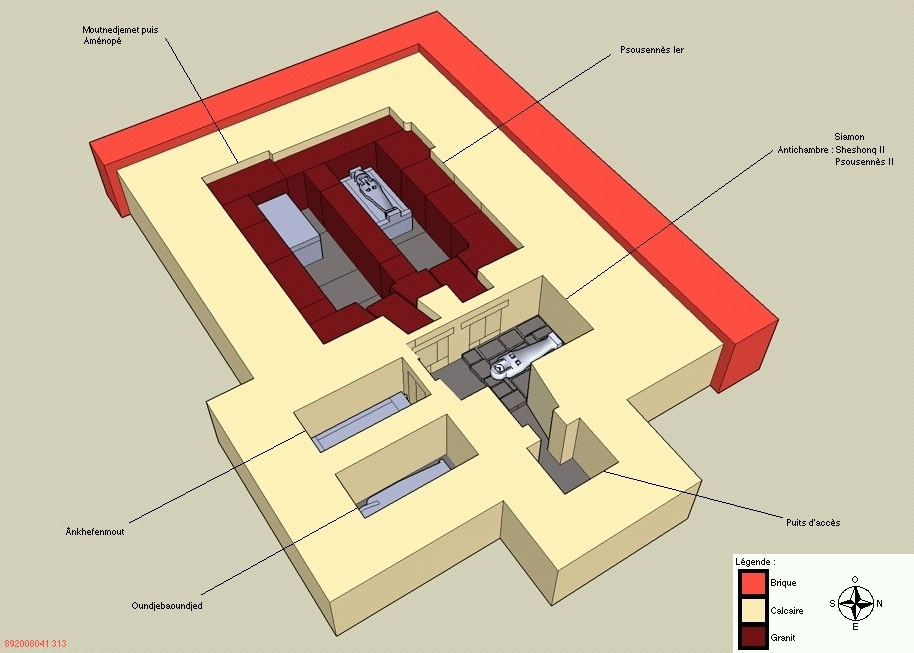
Vue restituée de la tombe de Psousennès Ier dans nécropole royale de Tanis, comprenant la sépulture du prince Ânkhefenmout

Dès le début de l'exploration de l'ensemble de la tombe de Psousennès Ier, l'équipe d'égyptologues discerne sur le mur sud de l'antichambre du tombeau une porte murée indiquant l'accès à une troisième chambre apparemment inviolée. Le pourtour de la porte était décoré d'un bandeau dont l'inscription hiéroglyphique donne les cartouches de Psousennès Ier et cite un troisième personnage dont les titres et noms ont été effacés. Les égyptologues pensèrent un temps qu'il s'agissait de la chambre inviolées du roi, hypothèse qui sera rapidement démentie par la découverte peu de temps après du caveau inviolé de Psousennès Ier. 
L'ouverture d'un coin de la porte permet alors de découvrir une pièce qui est presque entièrement occupée par un massif sarcophage de granite dont le couvercle imposant muni de tenons était encore en place et laissait présager une sépulture inviolée. 
Le mur ne sera alors démonté qu'à l'issue de l'étude de l'antichambre du tombeau qui avait déjà livré des inhumations royales dont l'inventaire avait déjà commencé. En mars 1939, Pierre Montet finit par s'introduire dans la chambre murée. Le sarcophage intact s'avéra appartenir au fils de Psousennès Ier, le prince et général Ânkhefenmout. Le couvercle est alors poussé et laissa apparaître le fond de la cuve, vide et manifestement jamais utilisée pour le prince.
Le dégagement de la chambre sud est alors remise à plus tard, la succession des découvertes occupant largement les découvreurs et les événements internationaux venant interrompre la progression des fouilles...
À l'issue de la Seconde Guerre mondiale, lors de la reprise des fouilles de la nécropole royale de Tanis en 1946, l'étude de la tombe du prince reprend. Le sarcophage trop massif pour avoir été introduit par l'antichambre ne pouvait être retiré que par le plafond. Les égyptologues durent donc démonter les dalles du plafond. L'opération accomplie il découvrent une unique pièce décorée de hiéroglyphes et de reliefs au nom du prince. Le sarcophage lui était un remploi du Moyen Empire et avait été gravé pour l'occasion au nom du prince.
Les circonstances qui entourent l'existence de cette sépulture sans momie ni mobilier restent mystérieuses. L'absence de vestiges dans la cuve du sarcophage, d'ouchebtis au nom d'Ânkhefenmout et autres reliefs de son viatique funéraire dans les environs immédiats indiquent que le prince a peut-être été enterré ailleurs. Les archéologues supposent par ailleurs que son utilisation était devenue impossible à la suite de l'achèvement puis de la fermeture officielle de la sépulture royale. Cette dernière hypothèse semble contredite par la présence du caveau intact d'un autre dignitaire, Oundjebaoundjed, se trouvant immédiatement à l'est du caveau du prince et qui ne présentant aucun autre accès dans ses parois implique que l'enterrement du ministre de Psousennès Ier s'est déroulé par le plafond du caveau à la manière d'un puits funéraire...
Cela indiquerait donc que le prince Ânkhefenmout ait survécu à ses parents d'une part mais également au ministre et qu'il aurait donc procédé à ce dernier enterrement scellant une dernière fois le caveau et se choisissant alors une autre sépulture qui resterait à découvrir.